# Марнхайм
Марнхайм (нем. Marnheim) — община в Германии, в земле Рейнланд-Пфальц. 
Входит в состав района Доннерсберг. Подчиняется управлению Кирхгаймболанден.  Население составляет 1618 человек (на 31 декабря 2010 года). Занимает площадь 9,97 км².